# Microlaimus gerlachi
Microlaimus gerlachi är en rundmaskart som beskrevs av Christian Wieser 1954. Microlaimus gerlachi ingår i släktet Microlaimus och familjen Microlaimidae. Inga underarter finns listade i Catalogue of Life.